# Mycetia javanica
Mycetia javanica är en måreväxtart som först beskrevs av Carl Ludwig von Blume, och fick sitt nu gällande namn av Caspar Georg Carl Reinwardt och Pieter Willem Korthals. Mycetia javanica ingår i släktet Mycetia och familjen måreväxter. Inga underarter finns listade i Catalogue of Life.